# Стівен Нзонзі
Сті́вен Нзонзі́ (фр. Steven Nzonzi, нар. 15 грудня 1988, Ла-Гаренн-Коломб) — французький футболіст конголезького походження, півзахисник катарського «Аль-Райяна» і національної збірної Франції. Чемпіон світу 2018 року.

## Клубна кар'єра
Народився 15 грудня 1988 року в місті Ла-Гаренн-Коломб у Франції у родині вихідців з ДР Конго. Розпочав займатись футболом в системі паризького «Расінга» у рідному передмісті Коломбі. У 1999 році він приєднався до молодіжної команди «Парі Сен-Жермена». Там, через високий зріст, грав спочатку на місці нападника, а потім атакуючого півзахисника. Після трирічного перебування в ПСЖ, він потрапив в академію «Лізьє». Далі в його молодіжній кар'єрі були школи клубів «Кана» і «Бове», де він провів незначну кількість часу.

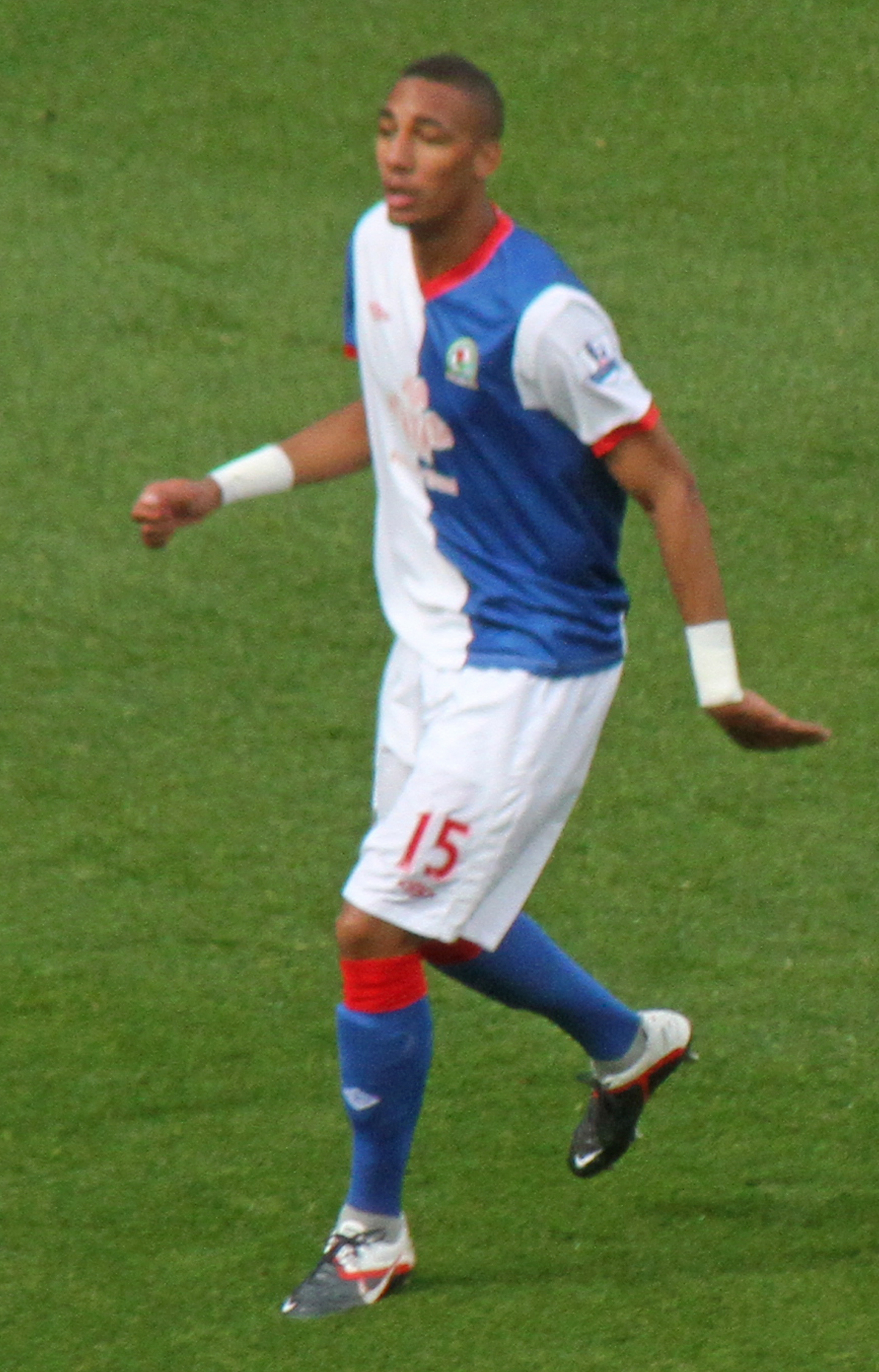
Стівен Нзонзі під час виступів за «Блекберн Роверз». 18 вересня 2011 року.

У 2005 році перейшов в академію клубу «Ам'єн». 24 листопада 2007 року Стівен дебютував за команду у матчі Кубку Франції, проти аматорського клубу «Рем». В тому ж сезоні він зіграв і у трьох матчах Ліги 2. Після завершення сезону він підписав свій перший професійний контракт. Нзонзі став виступати на позиції опорного півзахисника. Крім того, він забив свій перший гол на професійному рівні у матчі чемпіонату у ворота «Страсбурга», але команда програла з рахунком 1:2. Всього за два сезони Стівен взяв участь у 37 матчах чемпіонату.
Своєю грою за цю команду привернув увагу представників тренерського штабу англійського клубу «Блекберн Роверз», до складу якого приєднався 30 червня 2009 року за 500 тис. фунтів . Відіграв за команду з Блекберна наступні три сезони своєї ігрової кар'єри. Більшість часу, проведеного у складі «Блекберн Роверз», був основним гравцем команди, але за підсумками сезону 2011/12 команда зайняла передостаннє місце в Прем'єр-лізі.
31 серпня 2012 року за 3 млн євро перейшов у «Сток Сіті», у складі якого провів наступні три роки своєї кар'єри гравця. Граючи у складі «Сток Сіті» також здебільшого виходив на поле в основному складі команди.
9 липня 2015 року за 30 млн євро перейшов до іспанської «Севільї», підписавши контракт на 4 роки. 22 серпня 2015 року дебютував за новий клуб в матчі Ла Ліги проти «Малаги» (0:0), в якому отримав вилучення. Проте вже в наступному матчі за андалусійців, 11 вересня, француз забив гол у ворота «Леванте» (1:1). 31 січня 2017 року Нзонзі підписав нову угоду із «Севільєю», незважаючи на інтерес від інших клубів.
Проте вже за півтора року, влітку 2018 року, гравець все ж змінив команду, перейшовши за 30 мільйонів євро до італійської «Роми». Протягом сезону 2018/19 був гравцем основного складу «вовків», але після приходу на посаду головного тренера Паулу Фонсеки влітку 2019 року гравця віддали в оренду до турецького «Галатасарая». У стамбульському клубі після 10 матчів у чемпіонаті та 5 у Лізі чемпіонів був відсторонений через конфлікт із тренером Фатіхом Терімом на тренуванні. У зимове трансферне вікно залишив «Галатасарай» та перейшов також на правах оренди до французького «Ренна». Відіграв за його команду півтора сезони, взявши участь у 46 іграх усіх турнірів.
У вересні 2021 року уклав дворічний контракт з катарським «Аль-Райяном».

## Виступи за збірну
Протягом 2009–2010 років залучався до складу молодіжної збірної Франції. На молодіжному рівні зіграв у 6 офіційних матчах.
Батько футболіста народився у ДР Конго, тому Стівен не виключав, що може прийняти запрошення на виступи за збірну Демократичної Республіки Конго.
Проте врешті-решт гравець дочекався виклику до національної збірної Франції, за яку дебютував 10 листапада 2017 року. За півроку, маючи в активі лише дві гри за збірну Франції, був включений до її заявки на чемпіонат світу 2018 року. На мундіалі взяв участь у п'яти із семи матчів своєї команди, здебільшого виходячи на заміну, і став у її складі чемпіоном світу.

## Статистика виступів

### Статистика клубних виступів
Станом на 24 липня 2022 року
| Сезон                       | Команда                     | Чемпіонат                   | Чемпіонат | Чемпіонат | Національний кубок | Національний кубок | Національний кубок | Єврокубки | Єврокубки | Єврокубки | Інші змагання | Інші змагання | Інші змагання | Усього | Усього |
| Сезон                       | Команда                     | Ліга                        | Ігор      | Голів     | Ліга               | Ігор               | Голів              | Ліга      | Ігор      | Голів     | Ліга          | Ігор          | Голів         | Ігор   | Голів  |
| --------------------------- | --------------------------- | --------------------------- | --------- | --------- | ------------------ | ------------------ | ------------------ | --------- | --------- | --------- | ------------- | ------------- | ------------- | ------ | ------ |
| 2007-08                     | «Ам'єн»                     | Л2 (ІІ)                     | 3         | 0         | КФ+КЛ              | 2+0                | 0                  | —         | —         | —         | —             | —             | —             | 5      | 0      |
| 2008-09                     | «Ам'єн»                     | Л2 (ІІ)                     | 34        | 1         | КФ+КЛ              | 1+1                | 0                  | —         | —         | —         | —             | —             | —             | 36     | 0      |
| Усього за «Ам'єн»           | Усього за «Ам'єн»           | Усього за «Ам'єн»           | 37        | 1         |                    | 4                  | 0                  |           |           |           |               |               |               | 41     | 1      |
| 2009-10                     | «Блекберн Роверз»           | ПЛ                          | 33        | 2         | КА+КЛ              | 0+5                | 0                  | —         | —         | —         | —             | —             | —             | 38     | 2      |
| 2010-11                     | «Блекберн Роверз»           | ПЛ                          | 21        | 1         | КА+КЛ              | 1+2                | 0                  | —         | —         | —         | —             | —             | —             | 24     | 1      |
| 2011-12                     | «Блекберн Роверз»           | ПЛ                          | 32        | 2         | КА+КЛ              | 1+1                | 0                  | —         | —         | —         | —             | —             | —             | 34     | 2      |
| Усього за «Блекберн Роверз» | Усього за «Блекберн Роверз» | Усього за «Блекберн Роверз» | 86        | 5         |                    | 10                 | 0                  |           |           |           |               |               |               | 96     | 5      |
| 2012-13                     | «Сток Сіті»                 | ПЛ                          | 35        | 1         | КА+КЛ              | 3+0                | 0                  | —         | —         | —         | —             | —             | —             | 38     | 1      |
| 2013-14                     | «Сток Сіті»                 | ПЛ                          | 36        | 2         | КА+КЛ              | 2+2                | 0                  | —         | —         | —         | —             | —             | —             | 40     | 2      |
| 2014-15                     | «Сток Сіті»                 | ПЛ                          | 38        | 3         | КА+КЛ              | 2+2                | 0+1                | —         | —         | —         | —             | —             | —             | 42     | 4      |
| Усього за «Сток Сіті»       | Усього за «Сток Сіті»       | Усього за «Сток Сіті»       | 109       | 6         |                    | 11                 | 1                  |           |           |           |               |               |               | 120    | 7      |
| 2015–16                     | «Севілья»                   | ПД                          | 28        | 3         | КІ                 | 6                  | 1                  | ЛЧ+ЛЄ     | 5+7       | 0         | СУ            | 0             | 0             | 46     | 4      |
| 2016–17                     | «Севілья»                   | ПД                          | 35        | 2         | КІ                 | 1                  | 0                  | ЛЧ        | 8         | 1         | СУ+СІ         | 1+1           | 0             | 46     | 3      |
| 2017–18                     | «Севілья»                   | ПД                          | 27        | 1         | КІ                 | 7                  | 0                  | ЛЧ        | 10        | 0         | -             | -             | -             | 44     | 1      |
| Усього за «Севілью»         | Усього за «Севілью»         | Усього за «Севілью»         | 90        | 6         |                    | 14                 | 1                  |           | 30        | 1         |               | 2             | 0             | 136    | 8      |
| 2018–19                     | «Рома»                      | A                           | 30        | 1         | КІ                 | 1                  | 0                  | ЛЧ        | 8         | 0         | -             | -             | -             | 39     | 1      |
| 2019–20                     | «Галатасарай»               | СЛ                          | 10        | 0         | КТ                 | 0                  | 0                  | ЛЧ        | 5         | 0         | СТ            | -             | -             | 15     | 0      |
| січ.-черв. 2020             | «Ренн»                      | Л1                          | 5         | 0         | КФ+КЛ              | 2+0                | 0+0                | -         | -         | -         | -             | -             | -             | 7      | 0      |
| 2020–21                     | «Ренн»                      | Л1                          | 34        | 1         | КФ                 | 0                  | 0                  | ЛЧ        | 5         | 0         | -             | -             | -             | 39     | 1      |
| Усього за «Ренн»            | Усього за «Ренн»            | Усього за «Ренн»            | 39        | 1         |                    | 2                  | 0                  |           | 5         | 0         |               | -             | -             | 46     | 1      |
| вер. 2021–22                | «Аль-Райян»                 | ЛЗК                         | 17        | 2         | КК+КЗК             | 1+2                | 0+1                | ЛЧ        | -         | -         | -             | -             | -             | 20     | 2      |
| 2022–23                     | «Аль-Райян»                 | ЛЗК                         | 0         | 0         | КК+КЗК             | 2+0                | 0                  | ЛЧ        | 6         | 2         | -             | -             | -             | 8      | 2      |
| Усього за «Аль-Райян»       | Усього за «Аль-Райян»       | Усього за «Аль-Райян»       | 17        | 2         |                    | 5                  | 1                  |           | 6         | 2         |               | -             | -             | 28     | 4      |
| Усього за кар'єру           | Усього за кар'єру           | Усього за кар'єру           | 418       | 22        |                    | 46                 | 3                  |           | 54        | 3         |               | 2             | 0             | 515    | 25     |

### Статистика виступів за збірну
Станом на 1 червня 2022 року
| Дата       | Місто           | Господарі  | Результат | Гості      | Турнір                               | Голи | Примітки |
| ---------- | --------------- | ---------- | --------- | ---------- | ------------------------------------ | ---- | -------- |
| 10-11-2017 | Сен-Дені        | Франція    | 2 – 0     | Уельс      | товариський матч                     | -    | 46'      |
| 14-11-2017 | Кельн           | Німеччина  | 2 – 2     | Франція    | товариський матч                     | -    | 64'      |
| 28-5-2018  | Сен-Дені        | Франція    | 2 – 0     | Ірландія   | товариський матч                     | -    |          |
| 1-6-2018   | Ніцца           | Франція    | 3 – 1     | Італія     | товариський матч                     | -    | 86'      |
| 21-6-2018  | Єкатеринбург    | Франція    | 1 – 0     | Перу       | ЧС 2018 - 1-й етап                   | -    | 89'      |
| 26-6-2018  | Москва          | Данія      | 0 – 0     | Франція    | ЧС 2018 - 1-й етап                   | -    |          |
| 6-7-2018   | Нижній Новгород | Уругвай    | 0 – 2     | Франція    | ЧС 2018 - чвертьфінал                | -    | 80'      |
| 10-7-2018  | Санкт-Петербург | Франція    | 1 – 0     | Бельгія    | ЧС 2018 - півфінал                   | -    | 85'      |
| 15-7-2018  | Москва          | Франція    | 4 – 2     | Хорватія   | ЧС 2018 - Фінал                      | -    | 55'      |
| 9-9-2018   | Париж           | Франція    | 2 – 1     | Нідерланди | Ліга націй УЄФА 2018-2019 - 1-й етап | -    | 81'      |
| 11-10-2018 | Генгам          | Франція    | 2 – 2     | Ісландія   | товариський матч                     | -    |          |
| 16-10-2018 | Сен-Дені        | Франція    | 2 – 1     | Німеччина  | Ліга націй УЄФА 2018-2019 - 1-й етап | -    | 90+4'    |
| 16-11-2018 | Роттердам       | Нідерланди | 2 – 0     | Франція    | Ліга націй УЄФА 2018-2019 - 1-й етап | -    | 81'      |
| 20-11-2018 | Сен-Дені        | Франція    | 1 – 0     | Уругвай    | товариський матч                     | -    | 62'      |
| 5-9-2020   | Стокгольм       | Швеція     | 0 – 1     | Франція    | Ліга націй УЄФА 2020-2021 - 1-й етап | -    | 90+2'    |
| 8-9-2020   | Сен-Дені        | Франція    | 4 – 2     | Хорватія   | Ліга націй УЄФА 2020-2021 - 1-й етап | -    | 68'      |
| 7-10-2020  | Сен-Дені        | Франція    | 7 – 1     | Україна    | товариський матч                     | -    |          |
| 14-10-2020 | Загреб          | Хорватія   | 1 – 2     | Франція    | Ліга націй УЄФА 2020-2021 - 1-й етап | -    |          |
| 11-11-2020 | Сен-Дені        | Франція    | 0 – 2     | Фінляндія  | товариський матч                     | -    |          |
| 17-11-2020 | Сен-Дені        | Франція    | 4 – 2     | Швеція     | Ліга націй УЄФА 2020-2021 - 1-й етап | -    | 78'      |
| Усього     |                 | Матчів     | 20        |            | Голів                                | 0    |          |

| Дата       | Місто    | Господарі | Результат | Гості    | Турнір                             | Голи | Примітки |
| ---------- | -------- | --------- | --------- | -------- | ---------------------------------- | ---- | -------- |
| 9-10-2009  | Та-Калі  | Мальта    | 0 – 2     | Франція  | Кваліфікація молодіжного Євро-2011 | -    | 58'      |
| 13-10-2009 | Брюссель | Бельгія   | 0 – 0     | Франція  | Кваліфікація молодіжного Євро-2011 | -    |          |
| 13-11-2009 | Тур      | Франція   | 1 – 1     | Туніс    | Товариський матч                   | -    | 46'      |
| 17-11-2009 | Сен-Дені | Франція   | 1 – 0     | Словенія | Кваліфікація молодіжного Євро-2011 | -    | 55'      |
| 2-3-2010   | Реймс    | Франція   | 3 – 1     | Хорватія | Товариський матч                   | -    | 83'      |
| 11-8-2010  | Сен-Дені | Франція   | 0 – 1     | Бельгія  | Кваліфікація молодіжного Євро-2011 | -    | 58'      |
| Усього     |          | Матчів    | 6         |          | Голів                              | 0    |          |

## Досягнення
- Володар Ліги Європи (1):

«Севілья»: 2016
- Володар Суперкубка Ірану (1):

«Сепаган»: 2024
Збірні
- Чемпіон світу (1):

Франція: 2018